# Sis Dies Internacionals d'Enduro
Els Sis Dies Internacionals d'Enduro (en anglès, International Six Days of Enduro, abreujat ISDE) són una competició d'enduro reconeguda internacionalment, la més dura i emblemàtica de totes. Se celebren des de 1913 (amb pauses durant les dues guerres mundials), essent la competició motociclista de fora d'asfalt més antiga del calendari de la Federació Internacional de Motociclisme.
Històricament els ISDE s'havien anomenat Sis Dies Internacionals de Trial (International Six Days Trial, abreujat ISDT), fins que el 1981 varen canviar de denominació quan la FIM va decidir unificar el nom oficial de la disciplina, que fins aleshores divergia segons els països (Reliability trials, Regolarità, Tot Terreny...), a l'actual "Enduro".
La prova es disputa a finals d'estiu i es coneix també com a les "Olimpíades del Motociclisme". Atès que contempla classificacions per a formacions estatals, des del 1970 és reconeguda per la FIM com a "Campionat del món d'enduro per a equips nacionals". Consegüentment, els membres dels equips guanyadors són considerats des d'aleshores campions del món de la disciplina.

## Història

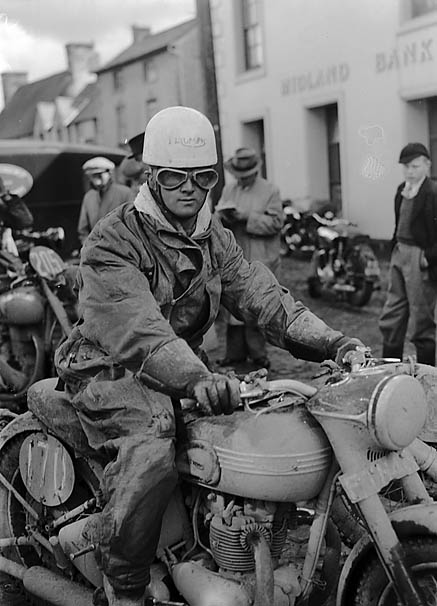
Un participant amb la seva a l'edició de 1950, a Gal·les

Els ISDT es van celebrar per primera vegada el 1913 a Carlisle, Anglaterra, i des d'aleshores s'han disputat cada any en un país diferent. Inicialment inspirats en els Sis Dies d'Escòcia de Trial (Scottish Six Days Trial, SSDT), es tractava d'una prova d'habilitat i resistència de pilots i motocicletes sobre un llarg recorregut per tota mena de terreny (trial significa "judici", "prova" o "assaig" en anglès). Amb el temps els SSDT i els ISDT s'anaren diferenciant: el que avui coneixem per "trial" es va anar especialitzant a valorar l'habilitat del pilot sobre unes zones non-stop repartides pel recorregut, mentre que l'actual "enduro" passà a prioritzar la regularitat horària del pilot sobre aquest recorregut. Als seus inicis, el recorregut dels ISDT discorria majoritàriament per carreteres asfaltades, mentre actualment transcorre sobretot per camins i pistes fora de carretera.
Al llarg de la seva història, els Sis Dies Internacionals han patit diverses incidències. Ja la segona edició, que s'hauria d'haver disputat el 1914 a Grenoble, França, es va haver d'anul·lar a causa de l'esclat de la Primera Guerra Mundial. La prova es va reprendre el 1920, dos anys després del final de la guerra, justament a Grenoble, i des d'aleshores els ISDT es van anar celebrant regularment en un país europeu (normalment, el guanyador de l'edició anterior). El 1929, a l'onzena edició de la prova, el format dels Sis Dies va variar puntualment i el seu traçat va recórrer diversos països de l'Europa Central: el 1927 s'havia decidit que, amb motiu del 25è aniversari de la FICM (denominació oficial de la FIM fins al 1949), els ISDT havien de consistir en una mena de viatge per etapes de Múnic a Ginebra a través de cinc països, cosa que va fer que aquell any no s'apliqués la regla habitual que feia que la nació guanyadora tingués l'opció d'acollir la competició l'any següent. El 1930, doncs, els ISDT es van tornar a celebrar a Grenoble i des d'aleshores es va reprendre el format habitual d'un únic país hoste.
El 1939, vint-i-unena edició de la prova, els ISDT es van celebrar del 21 al 26 d'agost a Salzburg, aleshores dins el Tercer Reich alemany. Al cinquè dia, la selecció britànica i tots els seus acompanyants es va retirar i va passar a Suïssa a causa de l'imminent esclat de la Segona Guerra Mundial. Al final de la prova, que va guanyar l'equip amfitrió alemany, els resultats no es van confirmar en haver-se'n anat els membres britànics del jurat i, un cop acabada la guerra, la FICM no en va reconèixer els resultats. Per tant, els ISDT de 1939 consten oficialment com a "anul·lats". La següent edició dels ISDT, la vint-i-dosena, es va celebrar el 1947 a Zlín, Txecoslovàquia. Com d'habitud, la prova s'anà celebrant anualment a Europa fins al 1973, en què es va disputar per primer cop als EUA. Des d'aleshores, els Sis Dies s'han tornat a celebrat fora d'Europa diverses vegades, principalment a Amèrica però també a Oceania, en països com ara el Brasil, Mèxic, Xile, Austràlia i Nova Zelanda.
Els Sis Dies Internacionals d'Enduro s'anomenen oficialment així des de l'edició del 1981, la cinquanta-sisena, celebrada a l'illa d'Elba. En tota la història de la prova, els ISDE només s'han celebrat a Catalunya en una ocasió: va ser a la seixantena edició, el 1985, en què tingueren la seu a Alp, a la Cerdanya.

## Reglamentacions
Durant la seva llarga història les normes i les condicions han canviat per adaptar-se a l'evolució de l'esport, però segueix sent una prova de màxima resistència de pilot i màquina. Durant sis dies el pilot ha de superar tota mena de dificultats, des de les pròpies del terreny accidentat per on ha de córrer, sovint amb trams d'extrema duresa, fins a les inclemències del temps o eventuals incidents mecànics que haurà d'adobar sobre la marxa sense cap mena d'ajut extern. Per bé que històricament la distància total recorreguda al final dels sis dies superava sovint els 2.000 quilòmetres, actualment aquesta xifra pot oscil·lar entre els 1.200 i els 1.600 quilòmetres en total.
El desenvolupament dels Sis Dies és decisiu per a tota la disciplina de l'enduro. Els canvis en el reglament s'apliquen sovint per primer cop en aquesta prova, i tot seguit són adoptats per la resta de competicions i campionats de la disciplina. Un dels principals punts del reglament introduït als ISDE va ser la prohibició d'ajut extern, de manera que les reparacions que calgui fer a la motocicleta les pot executar únicament el pilot.

## Participació i trofeus
Els ISDE han atret equips estatals de fins a 32 estats diferents els darrers anys. Usualment acostumen a aplegar-s'hi més de 500 pilots, juntament amb milers de persones integrants dels equips de suport, a banda dels espectadors. Això suposa un gran impacte econòmic, amb un important augment dels ingressos, per al lloc on es desenvolupa la prova cada any.
Els ISDE atorguen els següents trofeus per als diferents equips admesos:
- FIM World Trophy (l'històric "Trofeu"), per a equips estatals de 6 pilots
- FIM Junior World Trophy (l'històric "Vas d'argent"), per a equips estatals júnior de 4 pilots (d'entre 18 i 23 anys)
- FIM Women’s World Trophy, per a equips estatals femenins de 3 pilots
- Club Team Award, per a equips de club de 3 pilots
- Manufacturer’s Team Award, per a equips de fabricant de 3 pilots

També hi ha medalles individuals d'or, d'argent i de bronze atorgades a partir del percentatge de pilots que finalitzen la prova, o en relació amb la classificació aconseguida dins d'una de les tres categories actuals (E1, E2 i E3). Per exemple, a l'edició del 2007 a Xile la medalla d'or s'atorgà als pilots que acabaren amb un temps global fins a un 10% superior al del vencedor en la seva categoria; la medalla d'argent als qui acabaren amb un temps fins al 40% superior, i tots els finalistes restants aconseguiren medalla de bronze. Finalment, es premia també el vencedor individual de cada classe i l'absolut dels sis dies.

### Història dels trofeus
- La federació britànica (ACU) va instaurar un trofeu per a l'esdeveniment. L'any 1949 el trofeu es va fixar en una copa d'argent de l'època del rei Jordi III, anomenat actualment FIM World Trophy (Trofeu Mundial de la FIM). Des d'aleshores, l'equip guanyador dels ISDE és conegut com a "guanyador del Trofeu".
- El 1924, a suggeriment de la federació motociclista dels Països Baixos, es va instaurar per al segon classificat el Silver Vase (Vas de Plata). El 1985, any en què la prova se celebrà a Catalunya, aquest segon premi es reconvertí al Junior World Trophy (Trofeu Mundial Júnior) per a pilots de fins a 23 anys.
- Des del 1962 s'atorga el Watling Trophy a l'equip estatal més destacat.
- El 2007 es creà el Women's Trophy per a equips estatals femenins.
- El 2016 s'instaurà el Vintage Trophy per a equips estatals equipats amb motocicletes anteriors a 1986. Des del 2021, l'esdeveniment se celebra de forma independent, un cop acabats els Sis Dies.

## Llista de guanyadors

### ISDT (1913-1980)

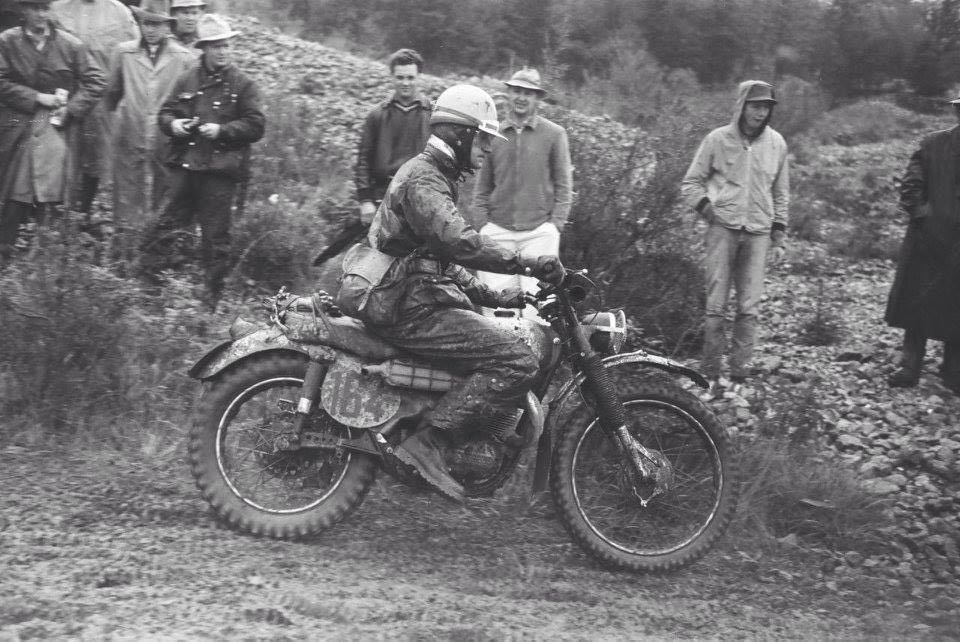
Oriol Puig Bultó amb la Bultaco Sherpa S als ISDT de 1962, a Garmisch-Partenkirchen, on guanyà la seva primera medalla d'or

| Edició                                                  | Any  | Seu                               | World Trophy | Silver Vase                                                                             |
| ------------------------------------------------------- | ---- | --------------------------------- | --- | --------------------------------------------------------------------------------------- |
| 1.                                                      | 1913 | Carlisle, Anglaterra              | Regne Unit W. B. Gibb · W. B. Little · Charlie Collier                                                                     | -                                                                                       |
|                                                         | 1914 | Grenoble, França                  | Cancel·lats a causa de l'esclat de la I Guerra Mundial                                                                     | Cancel·lats a causa de l'esclat de la I Guerra Mundial                                  |
| 1915-1919: No celebrats a causa de la I Guerra Mundial  |      |                                   | |                                                                                         |
| 2.                                                      | 1920 | Grenoble, França                  | Suïssa J. Morand · A. Robert · E. Gex                                                                                      | -                                                                                       |
| 3.                                                      | 1921 | Ginebra, Suïssa                   | Suïssa J. Morand · A. Rothenbach · E. Gex                                                                                  | -                                                                                       |
| 4.                                                      | 1922 | Ginebra, Suïssa                   | Suïssa J. Morand · A. Robert · E. Gex                                                                                      | -                                                                                       |
| 5.                                                      | 1923 | Estocolm, Suècia                  | Suècia Gustav Göthe · Yngve Eriksson · Bernhard Malmberg · J A Bylund                                                      | -                                                                                       |
| 6.                                                      | 1924 | Chaudfontaine, Bèlgica            | Regne Unit G. S. Arter · C. Wilson · F. W. Giles                                                                           | Noruega C. Vaumund · O. Graff · J. Juberget                                             |
| 7.                                                      | 1925 | Southampton, Anglaterra           | Regne Unit B. Kershaw · G. S. Arter · F. W. Giles                                                                          | Regne Unit B. Kershaw · G. S. Arter · F. W. Giles                                       |
| 8.                                                      | 1926 | Buxton, Anglaterra                | Regne Unit Graham Walker · J. Lidstone · P. Pike                                                                           | Regne Unit Graham Walker · J. Lidstone · P. Pike                                        |
| 9.                                                      | 1927 | Ambleside, Anglaterra             | Regne Unit L. Crisp · Graham Walker · F. W. Giles                                                                          | Regne Unit Marjorie Cottle · Edyth Foley · Louise MacLean                               |
| 10.                                                     | 1928 | Harrogate, Anglaterra             | Regne Unit V. C. King · F. W. Neill · H. G. Uzzell                                                                         | Regne Unit L. Crisp · Graham Walker · F. W. Giles                                       |
| 11.                                                     | 1929 | Múnic, Alemanya - Ginebra, Suïssa | Regne Unit G. R. Butcher · George Rowley · F. W. Neill                                                                     | Regne Unit L. A. Welch · A. R. Edwards · H. S. Perrey                                   |
| 12.                                                     | 1930 | Grenoble, França                  | Itàlia Rosolino Grana · Luigi Gilera · Miro Maffeis                                                                        | França A. Sourdot · R. Debaissieux · N. Coulon                                          |
| 13.                                                     | 1931 | Merano, Itàlia                    | Itàlia Rosolino Grana · Luigi Gilera · Miro Maffeis                                                                        | Països Baixos D. H. Eysink · G. Bakker-Schut · A.P. van Hammersveld                     |
| 14.                                                     | 1932 | Merano, Itàlia                    | Regne Unit Albert E. Perrigo · George Rowley · N. P. O. Bradley                                                            | Regne Unit Graham Walker · Jack Williams · R. McGregor                                  |
| 15.                                                     | 1933 | Llandrindod Wells, Gal·les        | Alemanya Ernst Jakob Henne · Josef Stelzer · Josef Mauermayer · Wiggerl Kraus                                              | Regne Unit Vic Brittain · Jack Williams · G. F. Povey                                   |
| 16.                                                     | 1934 | Garmisch-Partenkirchen, Alemanya  | Alemanya Ernst Jakob Henne · Josef Stelzer · Josef Mauermayer · Wiggerl Kraus                                              | Regne Unit F.E. Thacker · R. McGregor · L. Heath                                        |
| 17.                                                     | 1935 | Oberstdorf, Alemanya              | Alemanya Ernst Jakob Henne · Josef Stelzer · Wiggerl Kraus · J. Müller                                                     | Alemanya Arthur Geiss · Walfried Winkler · Ewald Kluge                                  |
| 18.                                                     | 1936 | Freudenstadt, Alemanya            | Regne Unit Vic Brittain · George Rowley · W.S. Waycott · E. Belsten                                                        | Regne Unit R. McGregor · J.A. McLeslie · J.C. Edward                                    |
| 19.                                                     | 1937 | Llandrindod Wells, Gal·les        | Regne Unit Vic Brittain · George Rowley · W.S. Waycott                                                                     | Països Baixos A.P. van Hammersveld · G. Bakker-Schut · J. Moejes                        |
| 20.                                                     | 1938 | Llandrindod Wells, Gal·les        | Regne Unit George Rowley · Jack Williams · Vic Brittain · W.S. Waycott                                                     | Alemanya Georg Meier · Rudolf Seltsam · Josef Forstner                                  |
| 21.                                                     | 1939 | Salzburg, Tercer Reich            | Anul·lat | Anul·lat                                                                                |
| 1940-1946: No celebrats a causa de la II Guerra Mundial |      |                                   | |                                                                                         |
| 22.                                                     | 1947 | Zlín, Txecoslovàquia              | Txecoslovàquia Jaroslav Simandl · Richard Dusil · Václav Stanislav · Jan Bednár · Karl Hansl                               | Txecoslovàquia Cenek Kohlícek · Emanuel Marha · Josef Paštika                           |
| 23.                                                     | 1948 | San Remo, Itàlia                  | Regne Unit Allan Jefferies · B.H.M. Viney · Jack Williams · C.N. Rogers · Vic Brittain                                     | Regne Unit P.H. Alves · C.M. Ray · W.J. Stocker                                         |
| 24.                                                     | 1949 | Llandrindod Wells, Gal·les        | Regne Unit P.H. Alves · C.M. Ray · C.N. Rogers · F.M. Rist · B.H.M. Viney                                                  | Txecoslovàquia Emanuel Marha · František Bláha · J. Krcmar                              |
| 25.                                                     | 1950 | Llandrindod Wells, Gal·les        | Regne Unit F.M. Rist · B.H.M. Viney · P.H. Alves · W.J. Stocker · C.M. Ray                                                 | Regne Unit D.S. Evans · E. Usher · A.F. Gaymer                                          |
| 26.                                                     | 1951 | Varese, Itàlia                    | Regne Unit F.M. Rist · B.H.M. Viney · P.H. Alves · W.J. Stocker · C.M. Ray                                                 | Països Baixos P. Haaker · C. van Rijssel · H. Veer                                      |
| 27.                                                     | 1952 | Bad Aussee, Àustria               | Txecoslovàquia Cenek Kohlícek · Jaroslav Pudil · Richard Dusil · Jirí Kubeš · Jan Novotný                                  | Txecoslovàquia František Bláha · Vojtech Kolár · Bohumil Kabát                          |
| 28.                                                     | 1953 | Gottwaldov, Txecoslovàquia        | Regne Unit John V. Brittain · W.J. Stocker · S.B. Manns · P.H. Alves · B.H.M. Viney                                        | Txecoslovàquia František Bláha · Vojtech Kolár · Bohumil Kabát                          |
| 29.                                                     | 1954 | Llandrindod Wells, Gal·les        | Txecoslovàquia Bohuslav Roucka · Jaroslav Pudil · Saša Klimt · Jirí Kubeš · Vladimír Šedina                                | Països Baixos S. Schram · B.L. Jansema · M. den Haan                                    |
| 30.                                                     | 1955 | Gottwaldov, Txecoslovàquia        | RFA Johann Abt · Otto Brack · Udo Feser · Ernst Deike · Volker von Zitzewitz                                               | Txecoslovàquia Stanislav Štástka · Zdenek Polanka · Miloslav Soucek                     |
| 31.                                                     | 1956 | Garmisch-Partenkirchen, RFA       | Txecoslovàquia Miloslav Soucek · Jaroslav Pudil · Bohuslav Roucka · Zdenek Polánka · Vladimír Šedina · Saša Klimt          | Països Baixos J.S. van Hoek · B.L. Jansema · J. Th. Witberg · F.R. Selling              |
| 32.                                                     | 1957 | Špindleruv Mlýn, Txecoslovàquia   | RFA Lorenz Specht · Richard Heßler · Gernot Leistner · Walter Aukthun · Klaus Kämper · Volker von Zitzewitz                | Txecoslovàquia Vladimir Stepen · Oldrich Hamrsmid · Antonin Matejka · Karel Buchnar     |
| 33.                                                     | 1958 | Garmisch-Partenkirchen, RFA       | Txecoslovàquia Vladimír Šedina · Saša Klimt · Antonín Matejka · Zdenek Polánka · Jaroslav Pudil · Bohuslav Roucka          | Txecoslovàquia Stanislav Štástka · František Darebný · Alois Roučka · Arnošt Zemen      |
| 34.                                                     | 1959 | Gottwaldov, Txecoslovàquia        | Txecoslovàquia Vladimír Šedina · Saša Klimt · Antonín Matejka · Zdenek Polánka · Jaroslav Pudil · Bohuslav Roucka          | Txecoslovàquia Vladimir Stepan · Oldrich Hamrsmid · Frantisek Hoffer · Frantisek Bouska |
| 35.                                                     | 1960 | Bad Aussee, Àustria               | Àustria Karl-Heinz Behrendt · Hans Leitner · Egon Dornauer · Josef Kleinschuster · Rupert Köberl · Siegfried Stuhlberger   | Itàlia Luigi Gorini · Tulio Masserini · Eugenio Saini · Fausto Vergani                  |
| 36.                                                     | 1961 | Llandrindod Wells, Gal·les        | RFA Günter Dotterweich · Richard Heßler · Lorenz Müller · Sebastian Nachtmann · Erwin Schmider · Lorenz Specht             | Txecoslovàquia František Bouška · Oldrich Hamrsmid · Vladimír Štepán                    |
| 37                                                      | 1962 | Garmisch-Partenkirchen, RFA       | Txecoslovàquia František Bouška · František Hóffer · Drahoslav Miarka · Zdenek Polánka · Bohuslav Roucka · Vladimír Štepán | RFA Horst Rothermund · Heinz Klingenschmidt · Volker Kramer · Günter Sengfelder         |
| 38.                                                     | 1963 | Špindleruv Mlýn, Txecoslovàquia   | RDA Günter Baumann · Peter Uhlig · Hans Weber · Horst Lohr · Bernd Uhlmann · Werner Salevsky                               | Itàlia Luigi Gorini · Carlo Moscheni · Giuseppe Panarari · Nino Tagli                   |
| 39.                                                     | 1964 | Erfurt, RDA                       | RDA Günter Baumann · Peter Uhlig · Hans Weber · Horst Lohr · Bernd Uhlmann · Werner Salevsky                               | RDA Gottfried Pohlan · Siegfried Rauhut · Lothar Schünemann · Ewald Schneidewind        |
| 40.                                                     | 1965 | Illa de Man                       | RDA Peter Uhlig · Hans Weber · Horst Lohr · Bernd Uhlmann · Werner Salevsky · Karlheinz Wagner                             | RDA Günter Baumann · Klaus Teuchert · Horst Golz · Werner Stiegler                      |
| 41.                                                     | 1966 | Villingsberg, Suècia              | RDA Peter Uhlig · Hans Weber · Horst Lohr · Werner Salevsky · Karlheinz Wagner · Klaus Teuchert                            | RFA Norbert Gabler · Klaus Kämper · Dieter Kramer · Erwin Schmider                      |
| 42.                                                     | 1967 | Zakopane, Polònia                 | RDA Peter Uhlig · Hans Weber · Werner Salevsky · Karlheinz Wagner · Klaus Teuchert · Klaus Halser                          | Txecoslovàquia A. Zemen · D. Miarka · M. Vytlacil · J. Jasansky                         |
| 43.                                                     | 1968 | San Pellegrino Terme, Itàlia      | RFA Andreas Brandl · Heinz Brinkmann · Siegfried Gienger · Dieter Kramer · Volker Kramer · Lorenz Specht                   | Itàlia Demetrio Bonini · Arnaldo Farioli · Francesco Foresti · Giuseppe Signorelli      |
| 44.                                                     | 1969 | Garmisch-Partenkirchen, RFA       | RDA Peter Uhlig · Werner Salevsky · Karlheinz Wagner · Klaus Teuchert · Klaus Halser · Fred Willamowski                    | RFA Helmut Beranek · Norbert Gabler · Hans Trinkner · Rolf Witthöft                     |
| 45.                                                     | 1970 | El Escorial, Espanya              | Txecoslovàquia Josef Fojtík · Jaroslav Bríza · Kvetoslav Mašita · Zdeněk Češpiva · František Mrázek · Petr Cemus           | Txecoslovàquia Josef Cisar · Jiri Jasansky · Miroslav Vytlacil · Josef Rabas            |
| 46.                                                     | 1971 | Illa de Man                       | Txecoslovàquia František Mrázek · Kvetoslav Mašita · Jaroslav Bríza · Petr Cemus · Zdeněk Češpiva · Josef Fojtík           | Txecoslovàquia Josef Cisar · Jiri Jasansky · Miroslav Vytlacil · Tomas Petermann        |
| 47.                                                     | 1972 | Špindleruv Mlýn, Txecoslovàquia   | Txecoslovàquia Jaroslav Bríza · Petr Cemus · Zdeněk Češpiva · Josef Císar · František Mrázek · Josef Fojtík                | Txecoslovàquia Pavel Cihelka · Josef Rabas · Milan Jedlicka · Petr Valek                |
| 48.                                                     | 1973 | Dalton, EUA                       | Txecoslovàquia Josef Fojtík · Zdeněk Češpiva · Josef Císar · Kvetoslav Mašita · František Mrázek · Petr Cemus              | Estats Units Dick Burleson · Malcolm Smith · Ed Schmidt · Ron Bohn                      |
| 49.                                                     | 1974 | Camerino, Itàlia                  | Txecoslovàquia Josef Fojtík · Zdeněk Češpiva · Josef Císar · Kvetoslav Mašita · Jirí Stodulka · Petr Cemus                 | Txecoslovàquia Josef Rabas · Pavel Cihelka · Milan Jedlicka · Jaroslav Bríza            |
| 50.                                                     | 1975 | Illa de Man                       | RFA Josef Wolfgruber · Peter Neumann · Eberhard Weber · Jürgen Grisse · Rolf Witthöft · Eddy Hau                           | Itàlia Gualtiero Brissoni · Pietro Gagni · Attilio Petrogalli · Pierluigi Rottigni      |
| 51.                                                     | 1976 | Zeltweg, Àustria                  | RFA Josef Wolfgruber · Peter Neumann · Eberhard Weber · Jürgen Grisse · Rolf Witthöft · Eddy Hau                           | Txecoslovàquia Milan Jedlicka · Pavel Cihelka · Jaroslav Kauler · Otakar Toman          |
| 52.                                                     | 1977 | Považská Bystrica, Txecoslovàquia | Txecoslovàquia František Mrázek · Otakar Toman · Kvetoslav Mašita · Jirí Stodulka · Stanislav Zloch · Josef Císar          | Txecoslovàquia Pavel Cihelka · Milan Jedlicka · Jiri Pošík                              |
| 53.                                                     | 1978 | Värnamo, Suècia                   | Txecoslovàquia František Mrázek · Jozef Chovancík · Kvetoslav Mašita · Jiri Pošík · Stanislav Zloch · Jirí Stodulka        | Itàlia Luigi Medardo · Gino Perego · Osvaldo Scaburri · Giuseppe Signorelli             |
| 54.                                                     | 1979 | Neunkirchen, RFA                  | Itàlia Elia Andrioletti · Franco Gualdi · Gualtiero Brissoni · Augusto Taiocchi · Guglielmo Andreini · Gianangelo Croci    | Txecoslovàquia Josef Kauler · Jaroslav Kmostak · Zdenek Runkas · Jiri Císar             |
| 55.                                                     | 1980 | Briude, Occitània                 | Itàlia Guglielmo Andreini · Elia Andrioletti · Gualtiero Brissoni · Gianangelo Croci · Andrea Marinoni · Augusto Taiocchi  | RFA Arnulf Teuchert · Bert von Zitzewitz · Reinhard Christel · Rolf Witthöft            |

### ISDE (1981-Actualitat)

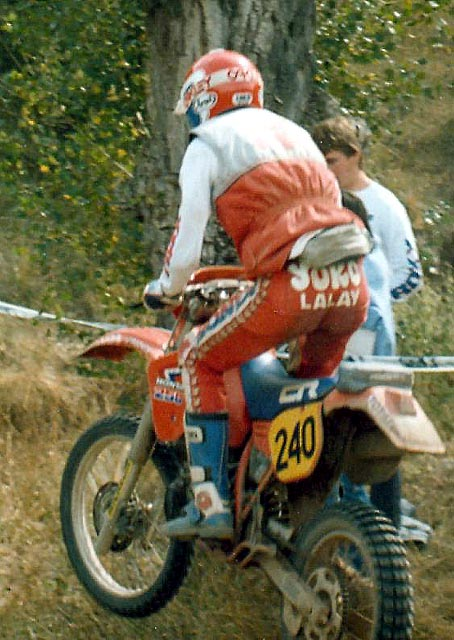
Gilles Lalay durant l'edició de 1985, a La Cerdanya. En fou el vencedor absolut.

De 1981 al 2006
| Edició | Any  | Seu                                 | World Trophy | Silver Vase                                                                       |
| ------ | ---- | ----------------------------------- | --- | --------------------------------------------------------------------------------- |
| 56.    | 1981 | Elba, Itàlia                        | Itàlia Gualtiero Brissoni · Alessandro Gritti · Luigi Medardo · Gianangelo Croci · Franco Gualdi · Augusto Taiocchi       | Itàlia Cesare Bernardi · Gianpiero Findanno · Andrea Marinoni · Angelo Signorelli |
| 57.    | 1982 | Považská Bystrica, Txecoslovàquia   | Txecoslovàquia Jiri Císar · Zdenek Belský · Emil Cunderlík · Vladimír Janouš · Jozef Chovancík · Stanislav Zloch          | RDA Horst Geißenhöner · Steffen Mauersberger · Reinhard Klädtke · Uwe Weber       |
| 58.    | 1983 | Builth Wells, Gal·les               | Suècia Peter Hansson · Torbjörn Jansson · Per Grönberg · Svenerik Jönsson · Bosse Lindbom · Thomas Gustavsson             | Suècia Jacobsson · Karlsson · Andersson · Zell                                    |
| 59.    | 1984 | Assen, Països Baixos                | Països Baixos Dinand Zijlstra · Henk van Mierlo · Martin Schalkwijk · Henk Poorte · Simon Schram · Gerrit Wolsink         | RDA Reinhard Klädtke · Jens Thalmann · Bernd Lämmel · Andreas Cyffka              |
|        |      | Seu                                 | World Trophy | Junior Trophy                                                                     |
| 60.    | 1985 | Alp, Catalunya                      | Suècia Peter Hansson · Per Grönberg · Dick Wicksell · Svenerik Jönsson · Hålan Lundberg · Thomas Gustavsson               | RDA Andreas Cyffka · Mike Heydenreich · Jens Grüner · Udo Grellmann               |
| 61.    | 1986 | San Pellegrino Terme, Itàlia        | Itàlia Angelo Signorelli · Renato Pegurri · Tullio Pellegrinelli · Gianangelo Croci · Guglielmo Andreini · Edi Orioli     | Itàlia Paolo Fellegara · Giorgio Grasso · Stefano Passeri · Enrico Zuffa          |
| 62.    | 1987 | Jelenia Góra, Polònia               | RDA Jens Thalmann · Reinhard Klädtke · Uwe Weber · Harald Sturm · Jens Scheffler · Jens Grüner                            | RDA Mike Heydenreich · Udo Grellmann · Thomas Bieberbach · Danielo Pörschke       |
| 63.    | 1988 | Mende, Occitània                    | França Thierry Charbonnier · Stéphane Peterhansel · Gilles Lalay · Jean Paul Charles · Alan Olivier · Marc Moralès        | Itàlia Luca Trussardi · Massimo Migliorati · Enrico Zuffa · Davide Trolli         |
| 64.    | 1989 | Walldürn, RFA                       | Itàlia Gianmarco Rossi · Stefano Passeri · Angelo Signorelli · Luca Trussardi · Paolo Fellegara · Franco Gualdi           | Finlàndia Kari Tiainen · Juha-Pekka Leino · Jarkko Vainio · Jouni Sauren          |
| 65.    | 1990 | Västerås, Suècia                    | Suècia Jeff Nilsson · Dick Wicksell · Kent Karlsson · Svenerik Jönsson · Peter Hansson · Jimmie Eriksson                  | Suècia Robert Grönlund · Robert Svensson · Peter Karlsson · Peter Lundfeldt       |
| 66.    | 1991 | Považská Bystrica, Txecoslovàquia   | Suècia Jeff Nilsson · Joachim Hedendahl · Svenerik Jönsson · Dick Wicksell · Kent Karlsson · Bill Andersson               | Estats Units Steve Hatch · Jimmy Lewis · David Rhodes · Chris Smith               |
| 67.    | 1992 | Cessnock, Austràlia                 | Itàlia Paolo Fellegara · Fabio Farioli · Stefano Passeri · Mario Rinaldi · Giovanni Sala · Arnaldo Nicoli                 | Suècia Anders Eriksson · Robert Grönlund · Peter Karlsson · Peter Jansson         |
| 68.    | 1993 | Assen, Països Baixos                | Polònia Marek Darowski · Maciej Wrobel · Viktor Iwanski · Wojciech Rencz · Andrzej Tomizek · Ryszard Augustyn             | Països Baixos Peter Lenselink · Patrick Isfordink · Erik Davids · Hans Arends     |
| 69.    | 1994 | Tulsa, EUA                          | Itàlia Maurizio Carminati · Tullio Pellegrinelli · Mario Rinaldi · Fabio Farioli · Arnold Nicoli · Giovanni Sala          | Suècia Rickard Larsson · Björn Carlsson · Linus Borman · Morgan Jansson           |
| 70.    | 1995 | Jelenia Góra, Polònia               | Itàlia Gianmarco Rossi · Paolo Fellegara · Giorgio Grasso · Giuseppe Gallino · Tullio Pellegrinelli · Arnaldo Nicoli      | Austràlia Shawn Reed · Shane Watts · Ian Cunningham · Jamie Cunningham            |
| 71.    | 1996 | Hämeenlinna, Finlàndia              | Finlàndia Kari Tiainen · Jani Laaksonen · Pekka Viljakainen · Petteri Silvan · Mika Ahola · Vesa Kytönen                  | Finlàndia Tuomas Ahonen · Juha Salminen · Juha Laaksonen · Mika Marila            |
| 72.    | 1997 | Brescia, Itàlia                     | Itàlia Fausto Scovolo · Stefano Passeri · Giovanni Sala · Jarno Boano · Mario Rinaldi · Fabio Farioli                     | Itàlia Pablo Peli · Ivan Boano · Alessio Paoli · Giovanni Genini                  |
| 73.    | 1998 | Traralgon, Austràlia                | Finlàndia Juha Salminen · Jani Laaksonen · Mika Ahola · Petteri Silvan · Vesa Kytönen · Kari Tiainen                      | Espanya Xavier Pons · Miki Arpa · Marc Coma · Gerard Farrés                       |
| 74.    | 1999 | Coimbra, Portugal                   | Finlàndia Samuli Aro · Mika Ahola · Jani Laaksonen · Vesa Kytönen · Kari Tiainen · Petri Pohjamo                          | Espanya Arnau Vilanova · Xacob Agra · Gerard Farrés · Miki Arpa                   |
| 75.    | 2000 | Granada, Espanya                    | Itàlia Fausto Scovolo · Mario Rinaldi · Matteo Rubin · Arnaldo Nicoli · Giovanni Sala · Fabio Farioli                     | Espanya Xavier Pons · Gerard Farrés · Xacob Agra · Jordi Duran                    |
| 76.    | 2001 | Briva, Occitània                    | França Marc Germain · Olivier Rebufie · Éric Bernard · David Frétigné · Sébastien Guillaume · Cyril Esquirol              | Itàlia Simone Albergoni · Ivan Boano · Paolo Carrara · Giovanni Gritti            |
| 77.    | 2002 | Jablonec nad Nisou, República Txeca | Finlàndia Mika Ahola · Juha Salminen · Petteri Silvan · Samuli Aro · Jani Laaksonen · Petri Pohjamo                       | França Julien Dubac · Raphael André · Damien Miquel · Fabien Planet               |
| 78.    | 2003 | Fortaleza, Brasil                   | Finlàndia Juha Salminen · Mika Saarenkoski · Mika Ahola · Samuli Aro · Jani Laaksonen · Kari Tiainen                      | França Damien Miquel · Freddy Blanc · Herve Versace · Fabien Planet               |
| 79.    | 2004 | Kielce, Polònia                     | Finlàndia Petteri Silvan · Juha Salminen · Mika Saarenkoski · Samuli Aro · Jani Laaksonen · Mika Ahola                    | Finlàndia Valtteri Salonen · Jari Mattila · Tomi Peltola · Marko Tarkkala         |
| 80.    | 2005 | Považská Bystrica, Eslovàquia       | Itàlia Alessandro Botturi · Alessandro Belometti · Simone Albergoni · Alessandro Zanni · Alessio Paoli · Giuliano Falgari | Itàlia Andrea Beconi · Maurizio Micheluz · Paolo Bernardi · Manuel Pievani        |
| 81.    | 2006 | Taupo, Nova Zelanda                 | Finlàndia Juha Salminen · Samuli Aro · Mika Ahola · Marko Tarkkala · Petri Pohjamo · Jari Mattila                         | Estats Units Kurt Caselli · Ricky Dietrick · Russell Bobbitt · David Pearson      |

### A partir del 2007
A 26 de novembre de 2024
| Edició | Any  | Seu                                | World Trophy | Junior Trophy                                                                      | Women's Trophy                                              |
| ------ | ---- | ---------------------------------- | --- | ---------------------------------------------------------------------------------- | ----------------------------------------------------------- |
| 82.    | 2007 | La Serena, Xile                    | Itàlia Alessandro Belometti · Alex Salvini · Alessandro Botturi · Maurizio Micheluz · Fabrizio Dini · Andrea Belotti        | Espanya Cristóbal Guerrero · Oriol Mena · Lorenzo Santolino · Carlos Andreu        | Estats Units Nicole Bradford · Amanda Mastin · Lacy Jones   |
| 83.    | 2008 | Serres, Grècia                     | França Julien Gautier · Jordan Curvalle · Rodrig Thain · Christophe Nambotin · Sebastien Guillame · Nicolas Deparrois       | Itàlia Thomas Oldrati · Oscar Balleti · Mirko Gritti · Vanni Cominotto             | França Ludivine Puy · Audrey Rossat · Alice Geneste         |
| 84.    | 2009 | Figueira da Foz, Portugal          | França Julien Gautier · Marc Germain · Rodrig Thain · Christophe Nambotin · Marc Bourgeois · Antoine Méo                    | Espanya Victor Guerrero · Oriol Mena · Lorenzo Santolino · Mario Román             | França Ludivine Puy · Audrey Rossat · Stéphanie Bouisson    |
| 85.    | 2010 | Morelia, Mèxic                     | França Johnny Aubert · Sébastien Guillaume · Rodrig Thain · Christophe Nambotin · Nicolas Deparrois · Antoine Méo           | Espanya Victor Guerrero · Oriol Mena · Lorenzo Santolino · Mario Román             | França Ludivine Puy · Audrey Rossat · Blandine Dufrene      |
| 86.    | 2011 | Kotka-Hamina, Finlàndia            | Finlàndia Eero Remes · Matti Seistola · Juha Salminen · Jari Mattila · Valtteri Salonen · Marko Tarkkala                    | França Alexandre Queyreyre · Benoit Fortunato · Mathias Bellino · Romain Dumontier | França Ludivine Puy · Blandine Dufrene · Juliette Berrez    |
| 87.    | 2012 | Sachsenring, Alemanya              | França Antoine Méo · Rodrig Thain · Pierre Alexandre Renet · Johnny Aubert · Christophe Nambotin · Sébastien Guillaume      | França Mathias Bellino · Kevin Rohmer · Alexander Queyreyre · Jérémy Joly          | França Ludivine Puy · Blandine Dufrene · Audrey Rossat      |
| 88.    | 2013 | Olbia, Sardenya                    | França Pierre-Alexandre Renet · Jérémy Joly · Johnny Aubert · Antoine Méo · Rodrig Thain · Fabien Planet                    | França Swann Servajean · Kevin Rohmer · Mathias Bellino · Loïc Larrieu             | Austràlia Jess Gardiner · Tayla Jones · Jemma Wilson        |
| 89.    | 2014 | San Juan, Argentina                | França Marc Bourgeois · Christophe Nambotin · Pierre-Alexandre Renet · Jérémy Tarroux · Anthony Boissiere · Fabien Planet · | Estats Units Grant Baylor · Steward Baylor · Trevor Bollinger · Justin Jones ·     | Austràlia Jess Gardiner · Tayla Jones · Jemma Wilson        |
| 90.    | 2015 | Košice, Eslovàquia                 | Austràlia Joshua Green · Daniel Milner · Matthew Phillips · Beau Ralston · Lachlan Stanford · Glen Kearny ·                 | Austràlia Broc Grabham · Tom Mason · Daniel Sanders · Tye Simmonds ·               | Austràlia Jess Gardiner · Tayla Jones · Jemma Wilson        |
| 91.    | 2016 | Los Arcos, País Basc               | Estats Units Kailub Russell Taylor Robert Thad Duvall Layne Michael                                                         | Suècia Micke Persson Albin Elowson Jesper Börjesson                                | Austràlia Jess Gardiner Tayla Jones Jemma Wilson            |
| 92.    | 2017 | Briva, Occitània                   | França Jérémy Tarroux Loïc Larrieu Christophe Nambotin Christophe Charlier                                                  | França Jérémy Miroir Hugo Blanjoue Anthony Geslin                                  | Austràlia Jess Gardiner Tayla Jones Jemma Wilson            |
| 93.    | 2018 | Viña del Mar, Xile                 | Austràlia Daniel Milner Daniel Sanders Lyndon Snodgrass Joshua Strang                                                       | Itàlia Andrea Verona Matteo Cavallo Davide Soreca                                  | Austràlia Jess Gardiner Tayla Jones Machenzie Tricker       |
| 94.    | 2019 | Portimão, Portugal                 | Estats Units Stu Baylor Taylor Robert Kailub Russell Ryan Sipes                                                             | Austràlia Michael Driscoll Fraser Higlett Lyndon Snodgrass                         | Estats Units Tarah Gieger Brandy Richards Rebecca Sheets    |
|        | 2020 | Cancel·lats a causa de la COVID-19 | Cancel·lats a causa de la COVID-19                                                                                          | Cancel·lats a causa de la COVID-19                                                 | Cancel·lats a causa de la COVID-19                          |
| 95.    | 2021 | Rivanazzano Terme, Itàlia          | Itàlia Andrea Verona Davide Guarneri Thomas Oldrati Matteo Cavallo                                                          | Itàlia Lorenzo Macoritto Manolo Morettini Matteo Pavoni                            | Estats Units Brandy Richards Rachel Gutish Britney Gallegos |
| 96.    | 2022 | Lo Puèi de Velai, Occitània        | Regne Unit Steve Holcombe Nathan Watson Jed Etchells Jamie McCanney                                                         | Itàlia Morgan Lesiardo Enrico Rinaldi Claudio Spanu                                | Regne Unit Jane Daniels Rosie Rowett Nieve Holmes           |
| 97.    | 2023 | San Juan, Argentina                | Estats Units Taylor Robert Johnny Girror Dante Oliviera Cole Martinez                                                       | França Thibaut Giraudon Alix Antoine Joyon Leo                                     | Estats Units Brandy Richards Korrie Steede Rachel Gutish    |
| 98.    | 2024 | Silleda, Galícia                   | França Théophile Espinasse Hugo Blanjoue Léo Le Quéré Julien Roussaly                                                       | Suècia Max Ahlin Albin Norrbin Axel Semb                                           | Estats Units Brandy Richards Korrie Steede Ava Silvestri    |

## Estadístiques
A 26 de novembre de 2024
| País              | Seu | Victòries | Victòries    | Victòries   | Victòries  |
| País              | Seu | Trofeu    | Vas d'argent | Junior W.T. | Women's T. |
| ----------------- | --- | --------- | ------------ | ----------- | ---------- |
| Alemanya          | 11  | 9         | 6            |             |            |
| Alemanya Oriental | 1   | 7         | 4            | 2           |            |
| Argentina         | 2   |           |              |             |            |
| Austràlia         | 2   | 2         |              | 3           | 6          |
| Àustria           | 3   | 1         |              |             |            |
| Bèlgica           | 1   |           |              |             |            |
| Brasil            | 1   |           |              |             |            |
| Eslovàquia        | 2   |           |              |             |            |
| Espanya           | 5   |           |              | 6           |            |
| Estats Units      | 2   | 3         | 1            | 3           | 5          |
| Finlàndia         | 2   | 8         |              | 3           |            |
| França            | 7   | 10        | 1            | 7           | 5          |
| Grècia            | 1   |           |              |             |            |
| Itàlia            | 11  | 15        | 7            | 8           |            |
| Mèxic             | 1   |           |              |             |            |
| Noruega           |     |           | 1            |             |            |
| Nova Zelanda      | 1   |           |              |             |            |
| Països Baixos     | 2   | 1         | 5            | 1           |            |
| Polònia           | 4   | 1         |              |             |            |
| Portugal          | 3   |           |              |             |            |
| Regne Unit        | 16  | 17        | 11           |             | 1          |
| Suècia            | 4   | 5         | 1            | 5           |            |
| Suïssa            | 2   | 3         |              |             |            |
| Txecoslovàquia    | 10  | 15        | 17           |             |            |
| Txèquia           | 1   |           |              |             |            |
| Xile              | 2   |           |              |             |            |

Notes
1. ↑  Sense comptar l'edició especial de 1929.
2. ↑  Comptant-hi tant les seus com els resultats obtinguts a l'època dels diferents Reichs alemanys i sense incloure-hi les dades relatives a l'antiga RDA.
3. ↑  Comptant-hi les edicions celebrades a Catalunya (1985), País Basc (2016) i Galícia (2024)
4. ↑  De les 16 edicions celebrades al Regne Unit, se'n feren 8 a Gal·les, 5 a Anglaterra i 3 a l'Illa de Man.

### Seus

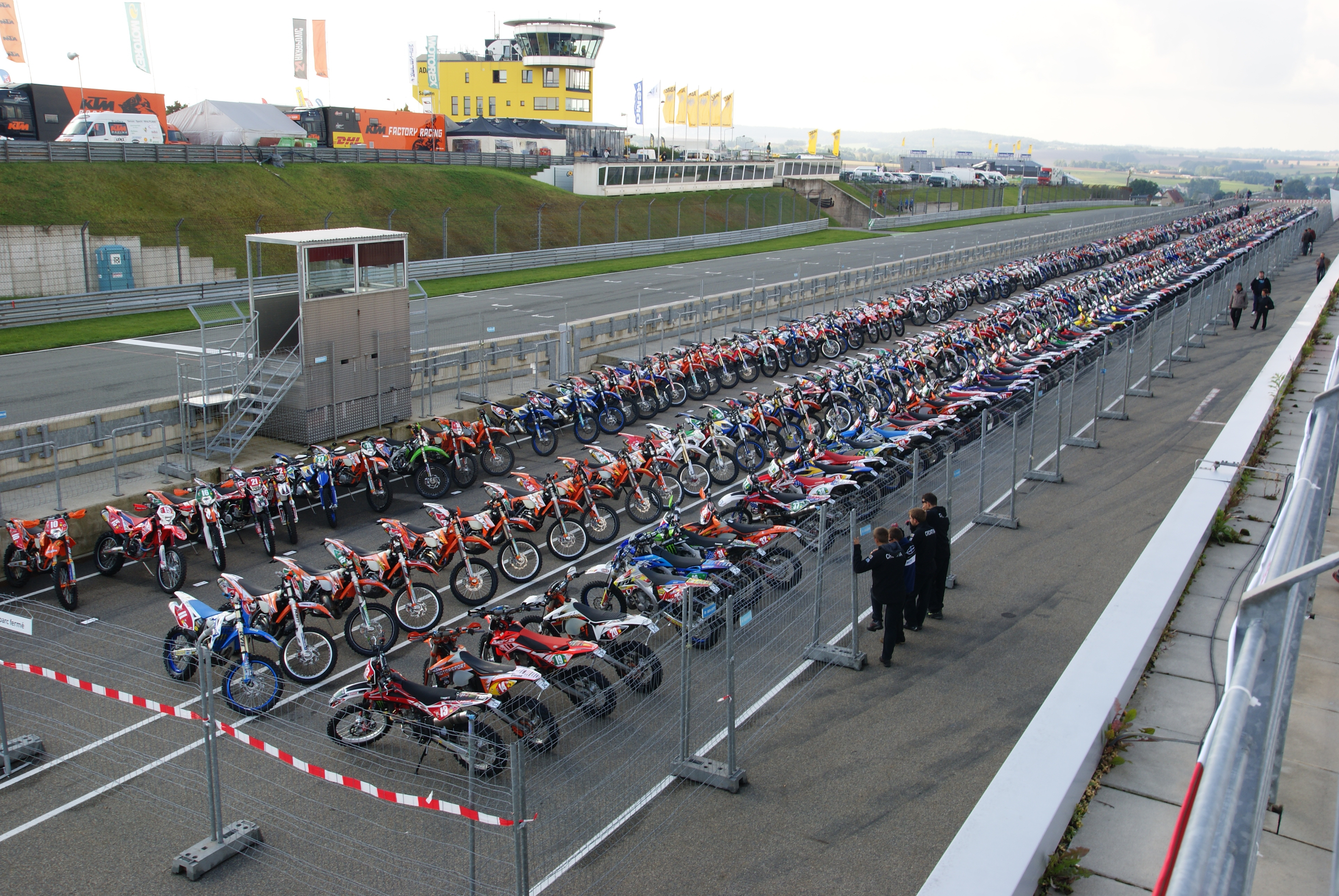
Vista del parc tancat durant la 87a edició dels ISDE (2012, Sachsenring)

La seu més habitual fins al moment ha estat Llandrindod Wells (Gal·les), amb set edicions entre 1933 i 1961. A continuació, Garmisch-Partenkirchen (Alemanya) amb cinc edicions entre 1934 i 1969, seguida per Gottwaldov/Zlín (actual República Txeca) i Považská Bystrica (actual Eslovàquia), amb quatre edicions cadascuna (de 1947 a 1959 i de 1977 a 2005 respectivament). Se n'han fet tres edicions a l'illa de Man (1965-1975) i a Špindleruv Mlýn (1957-1972). Finalment, Assen, Bad Aussee, Briva, Ginebra, Grenoble, Jelenia Góra, Merano, San Pellegrino Terme i San Juan de la Frontera en van ser seu en dues edicions. A Catalunya, només Alp n'ha estat seu en una ocasió.

## Trofeu "Vintage"
Des del 2016 se celebra en paral·lel l'anomenat inicialment ISDE Vintage Trophy i, actualment, FIM Enduro Vintage Trophy, un trofeu complementari reservat a equips estatals formats per tres pilots que hi corrin amb motocicletes amb data de fabricació fins al 1986. El Trofeu se celebrà conjuntament amb els ISDE durant les quatre primeres edicions fins que, a partir de la del 2021 (a l'illa d'Elba), es va començar a fer a part, com a competició independent i fora de les dates en què es corrien els Sis Dies. A partir de l'edició del 2022, celebrada a Santiago do Cacém (Portugal), la durada del Trofeu passà a ser de quatre dies en comptes dels tres habituals.